# Joachim Friedrich (Autor)
Joachim Friedrich (* 11. August 1953 in Oberhausen) ist ein deutscher Kinder- und Jugendbuchautor. Er wohnt in Bottrop im Ruhrgebiet.

## Leben
Nach dem Realschulabschluss begann er eine Ausbildung in einem Büro, fand diese Tätigkeit jedoch bald zu langweilig. Mit nachgeholtem Abitur studierte er Volkswirtschaftslehre. Nach bestandener Doktorarbeit war er einige Jahre für die Lufthansa tätig. Zu schreiben begann er mit etwa Mitte Dreißig.

## Wirken
Besonders hervorgetreten ist Joachim Friedrich mit seiner langjährigen Reihe über die 4½ Freunde, auch verfilmt als 4 ½ Freunde, die als Detektivbüro Kalle und Co. eher in peinliche Situationen geraten, als dass sie einen der von ihnen gemutmaßten Fälle lösen. In jedem der bisher erschienenen 19 Bände erzählt eine der fünf Hauptpersonen die Geschichte in der Ich-Form.
Neben der 4½ Freunde-Reihe hat er auch zwei voneinander unabhängige Thriller für Jugendliche veröffentlicht.
Seine Bücher erschienen bislang allesamt im Stuttgarter Thienemann Verlag.

## Bibliographie
Kinder- und Jugendliteratur
- 1.FC Streuselkuchen. Roman 2002, ISBN 3-522-17492-5.
- Die geheime Tür. Roman 2004, ISBN 3-522-17606-5.
- Kaltes Wasser. Roman 2006, ISBN 3-522-17754-1.
- Merlin Cooper und der Bund der Heiligen. Roman 2010, ISBN 978-3-522-18239-3.
- Merlin Cooper in den Fängen des Bösen. Roman 2011, ISBN 978-3-522-18290-4.

4½ Freunde (Illustrationen von Regina Kehn)
- 4½ Freunde. Thienemann Verlag, 1992. ISBN 978-3-522-16826-7
- 4½ Freunde und die verschwundene Biolehrerin. Thienemann Verlag, 1994. ISBN 978-3-522-16873-1
- 4½ Freunde und die Weihnachtsmann-Connection. Thienemann Verlag, 1995. ISBN 978-3-522-16923-3 (später als Taschenbuch neu aufgelegt als 4½ Freunde und die wilde Jagd im Kaufhaus. Omnibus Taschenbuch C. Bertelsmann, 2001 ISBN 978-3-570-26108-8 und 4½ Freunde und die wilde Jagd im Kaufhaus. Carlsen Verlag, 2006. ISBN 978-3-551-35574-4)
- 4½ Freunde und der rätselhafte Lehrerschwund. Thienemann Verlag, 1996. ISBN 978-3-522-16963-9
- 4½ Freunde und die wachsamen Gartenzwerge. Thienemann Verlag, 1998. ISBN 978-3-522-17119-9
- 4½ Freunde und das Geheimnis der siebten Gurke. Thienemann Verlag, 1999. ISBN 978-3-522-17192-2
- 4½ Freunde und der Schrei aus dem Lehrerzimmer. Thienemann Verlag, 1999. ISBN 978-3-522-17301-8
- 4½ Freunde und das Krokodil im Internet. Thienemann Verlag, 2000. ISBN 978-3-522-17331-5
- 4½ Freunde und die Fahndung nach dem Schuldirektor. Thienemann Verlag, 2001. ISBN 978-3-522-17444-2
- 4½ Freunde und der verschwundene Diamantenmops. Thienemann Verlag, 2002. ISBN 978-3-522-17514-2
- 4½ Freunde und der Schulfest-Skandal. Thienemann Verlag, 2003. ISBN 978-3-522-17589-0
- 4½ Freunde und die verhängnisvolle Kniebeuge. Thienemann Verlag, 2004. ISBN 978-3-522-17667-5
- 4½ Freunde und die Spur der stinkenden Socke. Thienemann Verlag, 2005. ISBN 978-3-522-17743-6
- 4½ Freunde und die Badehose des Mathelehrers. Thienemann Verlag, 2007. ISBN 978-3-522-17885-3
- 4½ Freunde und das bellende Klassenzimmer. Thienemann Verlag, 2008. ISBN 978-3-522-18092-4
- 4½ Freunde EXTRA - Kommando: Rettet die Wurst. Thienemann Verlag, 2009. ISBN 978-3-522-18175-4
- 4½ Freunde und die Windel des Grauens. Thienemann Verlag, 2010. ISBN 978-3-522-18217-1
- 4½ Freunde und der Engel in Strumpfhosen. Thienemann Verlag, 2010. ISBN 978-3-522-18237-9
- 4½ Freunde und der Schatz im Schulklo. Thienemann Verlag, 2011. ISBN 978-3-522-18288-1
- 4½ Freunde und der Spion im Blümchenkleid. Thienemann Verlag, 2012. ISBN 978-3-522-18318-5

4½ Freunde (Illustrationen von Edebé Audiovisual SL)
- 4½ Freunde und der Panther im Pausenhof. Thienemann Verlag, 2015. ISBN 978-3-522-18409-0
- 4½ Freunde und die Currywurst-Verschwörung. Thienemann Verlag, 2015. ISBN 978-3-522-18410-6
- 4½ Freunde und der lispelnde Lockvogel. Thienemann Verlag, 2015. ISBN 978-3-522-18411-3
- 4½ Freunde und der Rächer der Salami. Thienemann Verlag, 2015. ISBN 978-3-522-18412-0
- 4½ Freunde und der Dieb mit dem Dackelblick. Planet! Verlag, 2016. ISBN 978-3-522-50506-2
- 4½ Freunde und das Juckpulver-Komplott. Planet! Verlag, 2016. ISBN 978-3-522-50507-9

Amanda X (Illustrationen von Edda Skibbe)
- Amanda und die Detektive. Thienemann Verlag, 2000. ISBN 978-3-522-17352-0
- Bella und der Poltergeist. Thienemann Verlag, 2000. ISBN 978-3-522-17369-8
- Circus Barone und der Fluch des Papageis. Thienemann Verlag, 2001. ISBN 978-3-522-17412-1
- Didi und die flüsternden Pferde. Thienemann Verlag, 2002. ISBN 978-3-522-17495-4
- Eric und das boxende Schaf. Thienemann Verlag, 2003. ISBN 978-3-522-17566-1
- Fee und das Geheimnis des Zauberers. Thienemann Verlag, 2004. ISBN 978-3-522-17643-9
- Gary und das singende Geisterkränzchen. Thienemann Verlag, 2005. ISBN 978-3-522-17699-6
- Herzilein und der knutschende Lehrer. Thienemann Verlag, 2006. ISBN 978-3-522-17797-9
- Ivan und der Buttermilchvampir. Thienemann Verlag, 2008. ISBN 978-3-522-18034-4
- Jasmin und die Jungs in der Damenumkleide. Thienemann Verlag, 2009. ISBN 978-3-522-18166-2

## Auszeichnungen
- 2000: Paderborner Hase
- 2001: Kulturpreis der Stadt Bottrop
- 2010: Kinderbuchpreis Nordstemmer Zuckerrübe